# كفريش
كفريش قرية سورية تتبع ناحية مركز تلكلخ في منطقة تلكلخ في محافظة حمص. بلغ عدد سكانها 654 نسمة في عام 2004 حسب إحصاء المكتب المركزي للإحصاء.